# Liste des cathédrales du Zimbabwe
Cette page recense les cathédrales du Zimbabwe. 

## Liste

### Église anglicane
La liste suivante recense les cathédrales de la province anglicane d'Afrique centrale (en) au Zimbabwe.
| Cathédrale                                      | Ville    | Diocèse               | Coordonnées                      | Illustration |
| ----------------------------------------------- | -------- | --------------------- | -------------------------------- | ------------ |
| Cathédrale Saint-Jean-le-Baptiste               | Bulawayo | Matabeleland (en)     | 20° 09′ 10″ sud, 28° 35′ 11″ est |              |
| Cathédrale Saint-Cuthbert                       | Gweru    | Zimbabwe central (en) | 19° 27′ 33″ sud, 29° 49′ 30″ est |              |
| Cathédrale Sainte-Marie-et-Tous-les-Saints (en) | Harare   | Harare (en)           | 17° 49′ 41″ sud, 31° 03′ 04″ est |              |
| Cathédrale Saint-Michel-et-Tous-les-Anges       | Masvingo | Masvingo (en)         | 20° 04′ 09″ sud, 30° 49′ 54″ est |              |
| Cathédrale Saint-Jean-le-Baptiste               | Mutare   | Manicaland (en)       | 18° 58′ 11″ sud, 32° 40′ 18″ est |              |

### Église catholique
La liste suivante recense les cathédrales de l'Église catholique au Zimbabwe.
| Cathédrale                                          | Ville    | Diocèse       | Coordonnées                      | Illustration |
| --------------------------------------------------- | -------- | ------------- | -------------------------------- | ------------ |
| Cathédrale-basilique de l'Immaculée-Conception (en) | Bulawayo | Bulawayo      | 20° 09′ 18″ sud, 28° 34′ 41″ est |              |
| Cathédrale du Corps-du-Christ                       | Chinhoyi | Chinhoyi (en) | 17° 21′ 55″ sud, 30° 11′ 34″ est |              |
| Cathédrale Saint-Jean                               | Gokwe    | Gokwe (en)    | 18° 13′ 13″ sud, 28° 56′ 09″ est |              |
| Cathédrale Sainte-Thérèse                           | Gweru    | Gweru (en)    | 19° 27′ 26″ sud, 29° 49′ 05″ est |              |
| Cathédrale du Sacré-Cœur (en)                       | Harare   | Harare        | 17° 49′ 16″ sud, 31° 03′ 12″ est |              |
| Cathédrale Saint-Ignace                             | Hwange   | Hwange (en)   | 18° 21′ 19″ sud, 26° 29′ 34″ est |              |
| Cathédrale Saints-Pierre-et-Paul                    | Masvingo | Masvingo (en) | 20° 04′ 11″ sud, 30° 50′ 01″ est |              |
| Cathédrale de la Sainte-Trinité                     | Mutare   | Mutare (en)   | 18° 58′ 37″ sud, 32° 40′ 22″ est |              |